# Райан, Пол
Пол Дэ́вис Ра́йан (англ. Paul Davis Ryan; род. 29 января 1970, Джейнсвилл, Висконсин) — американский политический и государственный деятель, 54-й спикер Палаты представителей Конгресса США с 29 октября 2015 года до 3 января 2019 года. Был впервые избран членом Палаты представителей США от штата Висконсин в 1998 году. Был кандидатом от Республиканской партии на пост вице-президента на выборах 2012 года (в паре с Миттом Ромни): тогда они потерпели поражение от президента Барака Обамы и вице-президента Джо Байдена.
Райан часто упоминается и цитируется из-за его крайне консервативных взглядов на экономическую политику, в том числе вопросов, касающихся программы «Медикэр».

## Биография
Родился и вырос в городе Джейнсвилл, штат Висконсин. Райан получил степень бакалавра в области экономики и политических наук Университета Майами в штате Огайо. Ещё в школе Райан заинтересовался политикой, и этот интерес только усилился во время обучения в университете, где он специализировался в экономике и политологии.
В 1990-х годах служил помощником Боба Кастена — сенатора США с 1981 по 1993 год от штата Висконсин, был законодательным директором сенатора Сэма Браунбэка и спичрайтером бывшего американского конгрессмена Джека Кемпа.
В ноябре 1998 года Райан выиграл выборы в Палату представителей Соединенных Штатов Америки от 1-го района штата Висконсин. Вступил в должность в январе 1999 года.
Начиная с 1998 года он непрерывно повторно переизбирался конгрессменом от своего округа (выборы в Конгресс проводятся каждый ноябрь чётного года — 1998, 2000, 2002, 2004, …), получая каждый раз от 55 до 68 % голосов избирателей.
В 2011—2015 годах Пол Райан председательствовал в Комитете по бюджету Палаты представителей, где играл видную роль в разработке и содействии долгосрочным предложениям Республиканской партии по бюджету. В качестве альтернативы бюджетному плану президента Барака Обамы для 2012 года Райан представил «План к процветанию», который включал спорные изменения в «Медикэр».
29 октября 2015 года, после отставки Джона Бейнера, Райан был избран на пост Спикера Палаты представителей Конгресса США. В тот же день он вступил в должность.
После того, как Дональд Трамп 4 мая 2016 года стал предполагаемым кандидатом в президенты от республиканцев, Райан отказался поддержать его, заявив, что он пока не готов это сделать. Официально Райан поддержал Трампа 2 июня, но затем неоднократно критиковал его.

## Личная жизнь
- Жена Джанна Литтл. В браке с 2000 года. У пары есть трое детей: сыновья Сэм и Чарли и дочь Лиза.